# 460 Сканија
460 Сканија (лат. 460 Scania) је астероид главног астероидног појаса. Приближан пречник астероида је 21,78 km,
а средња удаљеност астероида од Сунца износи 2,718 астрономских јединица (АЈ).
Инклинација (нагиб) орбите у односу на раван еклиптике је 4,636 степени, а орбитални период износи 1637,335 дана (4,482 године). Ексцентрицитет орбите астероида износи 0,103.
Апсолутна магнитуда астероида износи 10,60 а геометријски албедо 0,214.
Астероид је откривен 22. октобра 1900. године.